# Bad (EP)
Bad är det sjunde spåret på albumet The Unforgettable Fire av U2. Den utgavs även i en liveversion på en EP kallad Wide Awake in America i maj 1985. En favorit live bland de flesta U2-fans. Den mest kända versionen är troligen från Live Aid 1985, då en version spelades som var över 12 minuter lång. 
Bad "föddes" genom en improviserad jam i Slane Castle. Låten är uppbyggd likt Maurice Ravels Boléro; melodin, och även texten, upprepas och blir starkare genom låten.  
Texten är något diffus men ska enligt Bono handla om en bekant till honom som dog av en heroinöverdos. Den handlar också om omständigheterna som gör att dessa saker kan ske, om och om igen. Bono har också en gång under en konsert kommenterat låten med att: Människor ligger i rännstenen med nålar hängande ur armarna medan de rika är likgiltiga inför de mindre lyckligt lottades lidanden.